# Pandemia de COVID-19 en Misisipi
El primer caso de la pandemia de enfermedad por coronavirus en Misisipi, estado de los Estados Unidos, inició el 12 de marzo de 2020. Hay 11.704 casos confirmados, 7.681 recuperados y 554 fallecidos.

## Cronología

### Marzo
El Departamento de Salud del Estado de Misisipi (MSDH) confirmó su primer caso en el estado el 12 de marzo de 2020, el contagio era una persona del condado de Forrest que había viajado recientemente a Florida. Tres días después, el 15 de marzo, el estado tuvo un aumento en los casos (4) en el estado, lo que elevó el total a 10.
El 16 de marzo, dos nuevos casos en el estado, uno en el condado de Pearl River y otro en el condado de Monroe. El 17 de marzo, los casos en el estado aumentaron de 12 a 21, con 4 en el condado de Hinds, 3 en el condado de Leflore, uno en el condado de Jackson y uno en el condado de Harrison. Al día siguiente, el 18 de marzo, los casos aumentaron a 34, con el condado de DeSoto viendo su primer caso, junto con el condado de Madison y el condado de Perry. El condado de Bolívar vio sus primeros 2 casos. Al día siguiente, el 19 de marzo, el estado vio 16 casos y su primera muerte.
El 21 de marzo, el estado saltó en casos, informando 60 nuevos casos, saltando el total a 140. El 22 de marzo se registraron 67 nuevos casos en el estado, y la mayoría de los condados del estado terminaron con un nuevo caso.

## Respuesta gubernamental

### Estado de emergencia
El 14 de marzo, dos días después de que se anunciara el primer caso en el estado, el gobernador Tate Reeves declaró el estado de emergencia, debido al gran impacto que el estado vecino de Luisiana ha tenido con el virus. Luisiana en ese momento era el estado per cápita más infectado. Reeves regresó recientemente de un viaje desde España (un país muy afectado por el virus) y declaró que trabajará voluntariamente desde su hogar con fines de precaución.
El 15 de marzo, el alcalde de la ciudad de Jackson, Chokwe Antar Lumumba, declaró la emergencia civil de la ciudad.
El 21 de marzo, el alcalde de Tupelo, Jason Shelton, impuso una orden de quedarse en casa que entró en vigencia a principios del 22 de marzo. El mismo día, Columbus puso un toque de queda de 10 p. m. a 6 a. m. hasta nuevo aviso.
El 24 de marzo, el gobernador Reeves emitió una orden ejecutiva que consideraba que la mayoría de las empresas eran "esenciales", incluidos restaurantes, bares y otros establecimientos, pero que se debían limitar a solo 10 personas. La orden también prohibió a los gobiernos locales imponer órdenes más estrictas. Sin embargo, la redacción de la orden ejecutiva genera cierta confusión entre los gobiernos locales sobre la autoridad del estado que anula la de las restricciones establecidas por los municipios y condados. En respuesta a las críticas y la confusión expresadas por los funcionarios públicos y locales, el gobernador Reeves emitió una orden complementaria el 26 de marzo que aclaraba que se permitían restricciones más estrictas establecidas por los órganos de gobierno locales.
El 1 de abril, el Gobernador emitió una orden ejecutiva adicional, anunciando una orden de refugio en el lugar en todo el estado, que requiere que todas las empresas no esenciales cierren y anulan las asignaciones anteriores para los servicios de cena en restaurantes realizados el 24 de marzo orden ejecutiva.

### Controversias
El oficial de salud estatal Dr. Thomas Dobbs declaró durante una conferencia de prensa el 1 de abril que MSDH no está divulgando al público la cantidad de ventiladores disponibles y la cantidad de trabajadores de la salud infectados con COVID-19, a pesar de confirmar que MSDH tiene esta información, citando el potencial de miedo y confusión, a pesar de que otros estados, como Luisiana, proporcionan estos números.
El 17 de abril, el Gobernador extendió el refugio en el lugar en una semana adicional, el 27 de abril de 2020.
El 27 de abril, el Gobernador reabrió los negocios minoristas y se reanudaron los procedimientos electivos dentales y médicos. Sin embargo, el 2 de mayo, el gobernador pospuso los planes para reabrir la economía después de que se confirmaron 397 nuevos casos, el mayor aumento que Misisipi había experimentado.

## Impacto

### En el deporte
En los deportes universitarios, la National Collegiate Athletic Association canceló todos los torneos de invierno y primavera, especialmente los torneos de baloncesto de hombres y mujeres de la División I, afectando a colegios y universidades de todo el estado. El 16 de marzo, la Asociación Atlética Nacional de Junior College también canceló el resto de las temporadas de invierno, así como las temporadas de primavera. Los deportes de secundaria también fueron cancelados.